# Juan Sebastián Elcano
Pour les articles homonymes, voir Elcano et Cano.
Juan Sebastián Elcano (ou del Cano), né en 1486 (ou 1487) à Getaria et mort dans l'océan Pacifique le 4 août 1526, est un explorateur et marin basque,,, espagnol qui réalise la première circumnavigation du globe de 1519 à 1522, lors de l'expédition commandée à l'origine par Fernand de Magellan. Il revint à Séville avec les derniers survivants de l'expédition à bord de la Victoria.

« Véritablement ce capitaine Juan Sebastián Elcano est digne d'une éternelle mémoire, puisqu'il a été le premier à ceindre le monde, et que nul jusqu'alors, ni parmi les fameux Anciens, ni parmi les Modernes, ne peut lui être comparé »

— 1601, le Grand Chroniqueur des Indes à la cour d'Espagne, Antonio de Herrera y Tordesillas, Xavier de Castro.

## Biographie

### Naissance
Il naît en 1486 à Getaria, dans la province de Guipuscoa, appartenant à la Couronne de Castille. Malgré un acte de naissance encore introuvable, Juan Sebastián Elcano dit avoir 32 ans en août 1519, dans un document conservé aux archives générales de Simancas. Aujourd'hui encore, on sait peu de choses de sa vie. Ses parents sont Domingo Sebastián de Elcano et Catalina del Puerto.

### Le tour du monde
Capitaine d'un navire marchand, Elcano enfreint la loi castillane en remettant son bateau à des banquiers génois en paiement d'une dette. Cherchant à se faire pardonner par le roi Charles Ier (Charles Quint), il s'engage comme officier subalterne dans l'expédition de Fernand de Magellan qui part en août 1519 pour, non pas faire le tour du monde, mais trouver un passage entre l'océan Atlantique et l'océan Pacifique, pour atteindre les îles aux épices, les Moluques — c'est-à-dire atteindre ces régions par une route partant vers l'Ouest.
Il prend part à « la mutinerie de Pâques » au port de San Julián (Argentine) le 1er avril 1520 et est épargné par Magellan ainsi que 39 hommes ayant participé à la mutinerie. La Victoria est confiée à Barbosa et la Concepción (es) à Juan Serrano.
Lorsque Magellan est tué par des autochtones dans l'île de Mactan, aux Philippines, le 27 avril 1521, Duarte Barbosa est nommé capitaine-général et Juan Serrano, son second. Après le massacre du 1er mai 1521 à Cebu (26 membres de l'expédition tués, dont Barbosa et Serrano), la flotte appareille précipitamment et le 2 mai, la Concepción est incendiée, faute d'effectifs suffisants pour armer trois bateaux. João Lopes de Carvalho est élu capitaine-général jusqu’à sa destitution le 16 septembre, remplacé à ce poste par Gonçalo Gómez de Espinosa. C'est seulement à cette date que Juan Sebastian Elcano devient capitaine de la Victoria qu'il mène jusqu'à Séville, où il arrive le 8 septembre 1522. En chemin, Elcano découvre le 18 mars 1522 l'île Amsterdam, au sud de l'océan Indien, sans la nommer.
Le 6 septembre 1522, il arrive à Sanlúcar de Barrameda (en Andalousie) avec 18 survivants, dont Antonio Pigafetta qui publiera le compte-rendu de leur voyage, et 3 indigènes de Tidore dans les Moluques, sur 13 embarqués). Plus précisément, 242 hommes auront participé à l’expédition de Magellan : 237 au départ d’Espagne, puis 4 embarqués aux Canaries et un enfant, Juanillo, le fils métis du pilote João Lopes Carvalho, qui rejoint son père dans la baie de Rio de Janeiro le 20 décembre 1519. Parmi ces 242 membres d’équipage, il y a 91 rescapés : 55 revenus à Séville le 6 mai 1521 avec le San Antonio, navire qui avait déserté en octobre 1520 dans le détroit de Magellan, 18 survivants de retour sur la Victoria, 12 retenus au Cap-Vert et qui rentrent peu après à Séville, puis 5 survivants de la Trinidad (es) (nef amirale) qui reviennent en Europe par divers moyens en 1525 et en 1526, soit un total de 35 circumnavigateurs,,,.
L'empereur Charles Quint lui décerne des armes et un cimier représentant un globe portant comme inscription « Primus circumdedisti mihi » (« Tu as été le premier à faire le tour pour moi ») et lui octroie une pension viagère de 500 ducats qui ne lui a finalement jamais été versée.

Cartographie de la circumnavigation de Fernand de Magellan et de Juan Sebastián Elcano.

### Derniers jours
En 1526, Elcano fut le capitaine de l'un des sept vaisseaux de l'expédition commandée par García Jofre de Loaísa, visant à coloniser les Moluques et qui s'avère être la deuxième expédition navale de l'histoire à traverser l'océan Pacifique. Elcano meurt en plein océan Pacifique le 4 août 1526, quelques jours après Loyasa, « vaincu par les intempéries et la maladie ».

## Navire
En son honneur, une goélette à hunier espagnole est nommée Juan Sebastián de Elcano. Elle sert de voilier école pour l'armada espagnole.

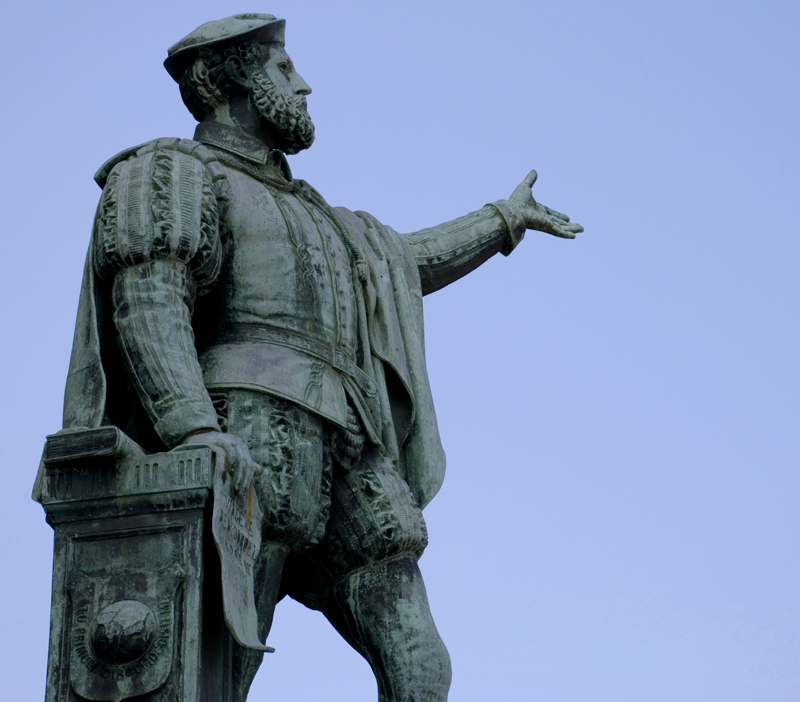
Statue d'Elcano à Getaria érigée en 1861.
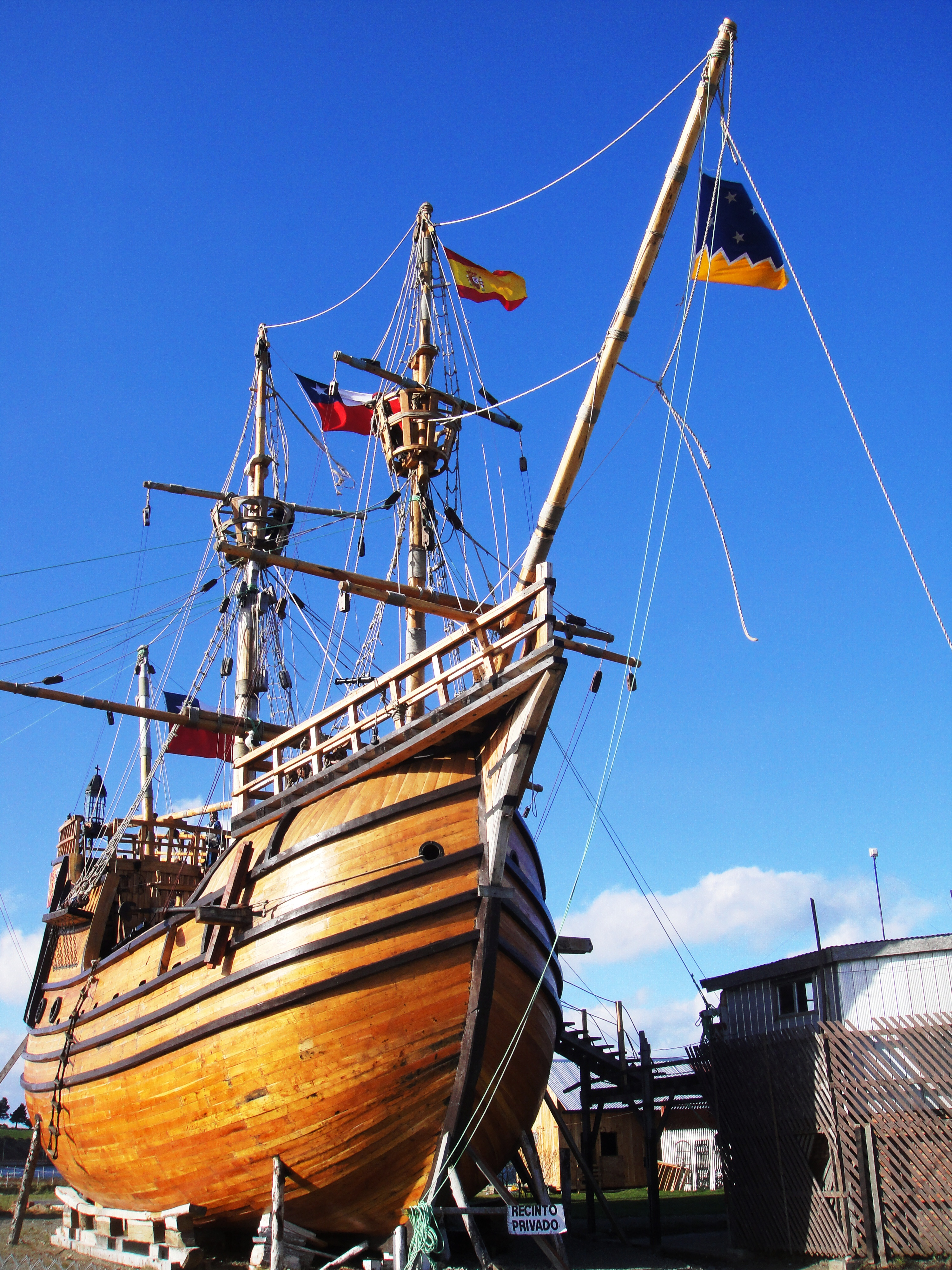
Reconstitution hypothétique de la Victoria au musée Nao Victoria, à Punta Arenas, au Chili.